# Robert W. Taylor

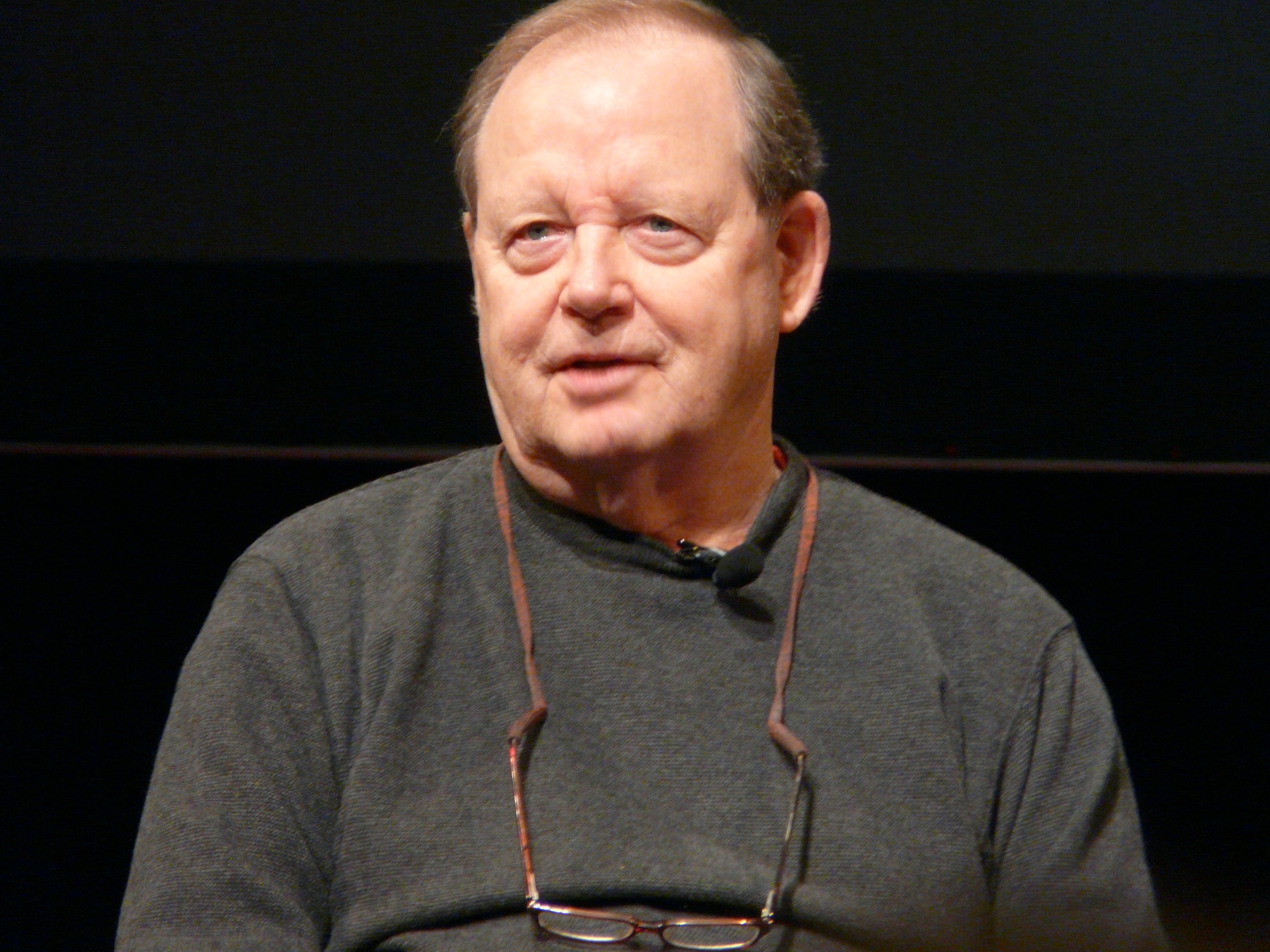
Robert W. Taylor, 2008

Robert William Taylor (* 10. Februar 1932 in Dallas, Texas; † 13. April 2017 in Woodside, Kalifornien) war ein US-amerikanischer Informatiker. Er galt als eine der treibenden Kräfte bei der Entwicklung des Internets. Unter seiner Leitung wurde in den 1960er Jahren das Arpanet im Verteidigungsministerium der Vereinigten Staaten entwickelt, welches als Vorläufer des heutigen Internets angesehen wird.

## Leben
Geboren 1932 in Dallas, reiste Taylor mit seinem Vater, einem methodistischen Pfarrer, durch Texas. Später begann er ein Psychologiestudium an der University of Texas at Austin und belegte dort die Nebenfächer Mathematik, Englisch und Religionswissenschaften. Nach seinem Studium arbeitete Taylor für verschiedene Fluggesellschaften, wo er erstmals Kontakt zur NASA hatte. Nachdem er einen Forschungsantrag bei der Luft- und Raumfahrtbehörde eingereicht hatte, bot diese ihm 1961 eine Festanstellung an.
Taylor war bei der NASA in Washington, D.C., während der Kennedy-Regierung für die Sicherung diverser wissenschaftlicher Projekte wie z. B. das Apollo-Programm für bemannte Mondlandung verantwortlich. Im Jahr 1962 lernte Taylor den neuen Leiter einer Forschungsabteilung bei der Advanced Research Project Agency (ARPA),  J. C. R. Licklider kennen. Licklider hatte wie Taylor eine Diplomarbeit zur Psychoakustik verfasst und veröffentlichte 1960 einen Artikel zu neuen, modernen Möglichkeiten der Computernutzung.
Ebenso lernte er weitere Visionäre wie Douglas Engelbart am Stanford Research Institute (SRI) in Menlo Park, Kalifornien, kennen. Taylor war maßgeblich an der finanziellen Unterstützung des von Engelbart angestrebten Projektes der Computer-Display-Technologie am SRI, die die Entwicklung der sogenannten „Computer-Maus“ zum Ziel hatte, beteiligt. Die erste öffentliche Demonstration einer, durch eine „Maus“ bedienbare Benutzeroberfläche wurde später als „die Mutter aller Demos“ bekannt.
1968 führte Engelbart bei der Joint Computer Conference in San Francisco dem Führungsteam des SRI auf einem großen Bildschirm vor, wie ein Computer, der sich zu diesem Zeitpunkt im Menlo Park befand, aus der Ferne mit seiner von ihm entwickelten Maus bedienen ließ.
Im Jahr 1965 wechselte Taylor von der NASA zu ARPA, wo er die Position des Direktors übernahm. 1970 gründete er die Xerox PARC Computer Science Laboratories und war als Manager tätig.
Taylor war ebenso für die Digital Equipment Corporation tätig und gründete das DEC Systems Research Center (SRC) in Palo Alto. Vom SRC wurden unter anderem Projekte wie die Modula-3-Programmiersprache, das erste Multi-Thread-Unix-System und der erste Benutzeroberflächen-Editor entwickelt.

## Auszeichnungen
Für seine Verdienste um die Entwicklung des Xerox Alto, des ersten Personal Computers, erhielt er zusammen mit Alan Kay, Butler Lampson und Charles P. Thacker mehrere Preise. Im Jahr 1984 wurde ihnen der ACM Software System Award verliehen, und im Jahr 2004 der mit 500.000 US-Dollar dotierte Charles-Stark-Draper-Preis. 2013 wurde er Fellow des Computer History Museum.